# Dornoch Cathedral

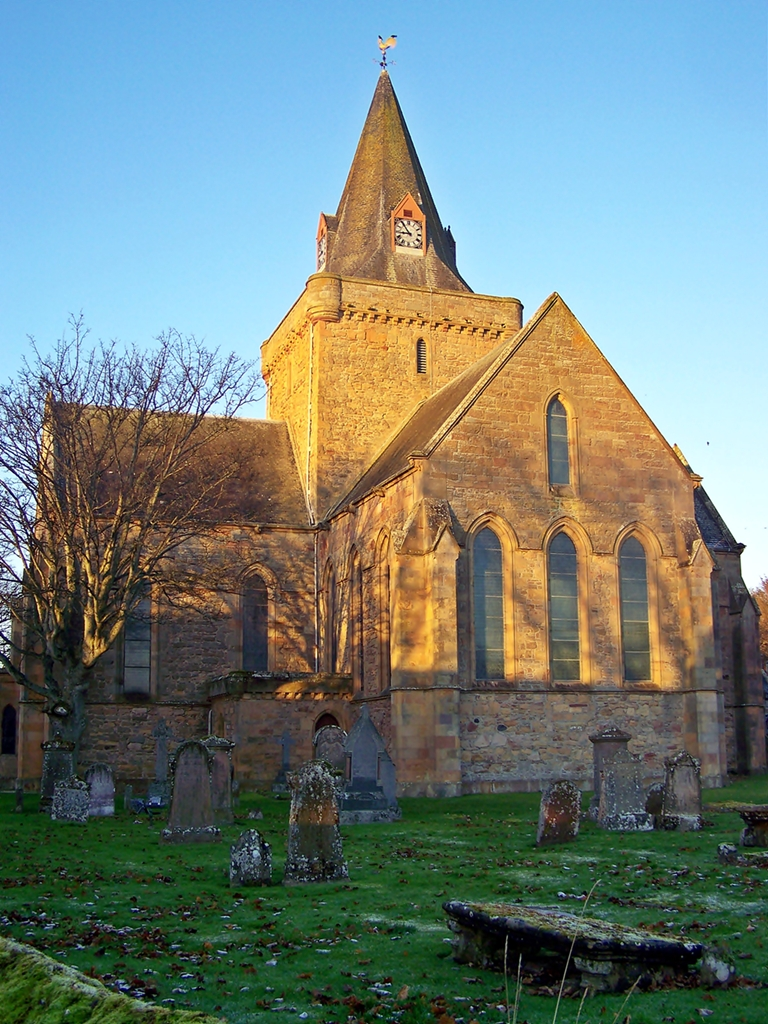
Dornoch Cathedral

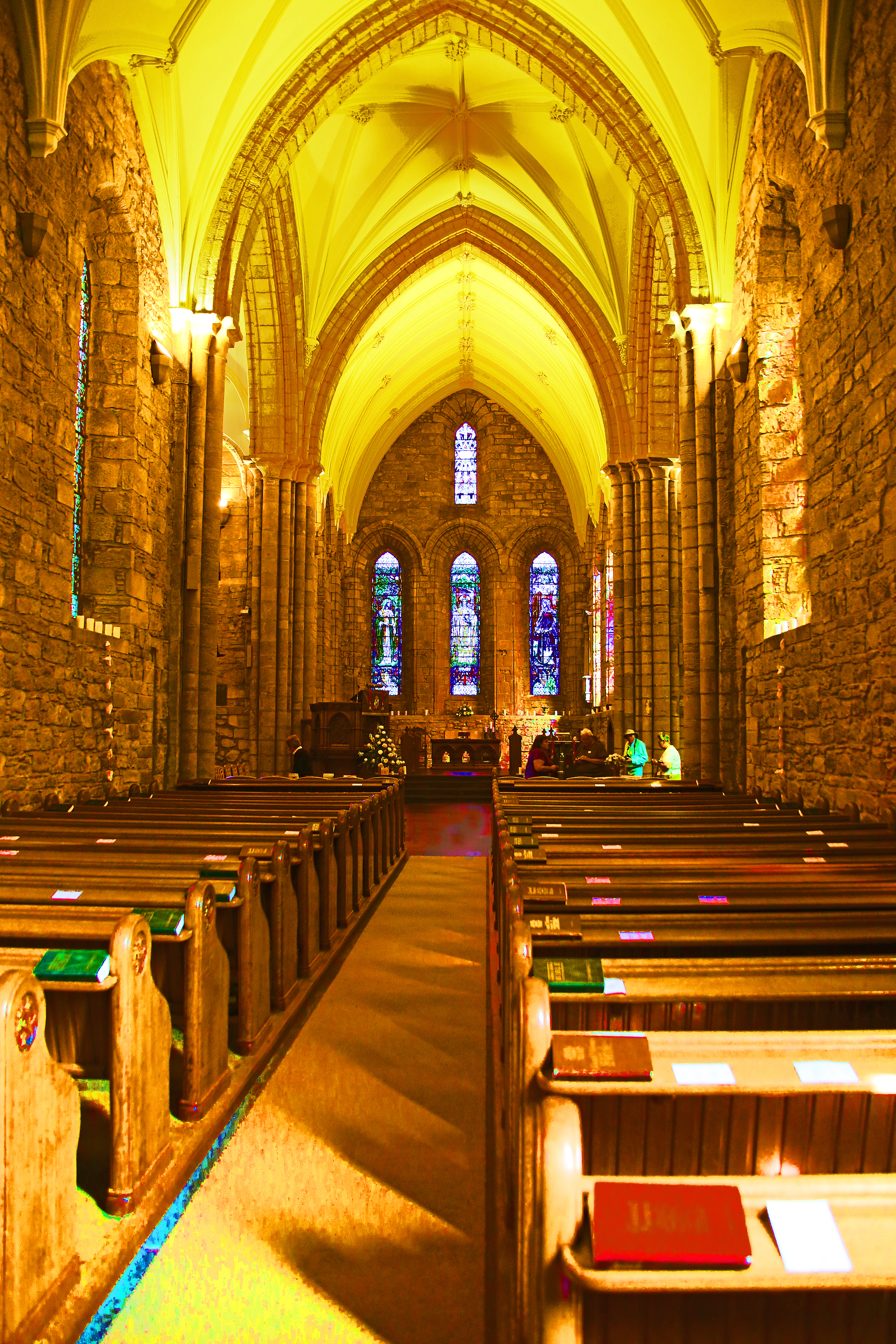
Blick in die Kirche

Die Dornoch Cathedral ist eine ehemalige Kathedrale und heutige Pfarrkirche der presbyterianischen Church of Scotland in der schottischen Ortschaft Dornoch in der Council Area Highland. 1971 wurde das Bauwerk in die schottischen Denkmallisten in der höchsten Denkmalkategorie A aufgenommen. Der umgebende Friedhof ist hingegen als Scheduled Monument geschützt.

## Geschichte
1222 wurde Gilbert of Moray als Bischof von Caithness eingesetzt. Der Bischofssitz befand sich in Halkirk. In Anbetracht der Tatsache, dass die beiden vorherigen Bischöfe dort ermordet worden waren, beschloss Moray den Sitz nach Dornoch zu verlegen. Er ließ die Dornoch Cathedral als neuen Bischofssitz mit eigenen Mitteln bauen. Baubeginn war vermutlich 1224. Der Bau zog sich lange Jahre hin, sodass unklar ist, wann es schließlich fertiggestellt wurde. 1239 war der Bau zumindest so weit fortgeschritten, dass die erste Messe gelesen werden konnte. Die Kathedrale war Gilbert, der als letzter Schotte in den Heiligenkalender aufgenommen wurde, und Maria geweiht. Infolge einer Clan-Fehde zwischen den Murrays of Dornoch (der Clan Gilberts) und den Mackays of Strathnaver wurde 1570 Gilberts Gruft geschändet und die Kathedrale in Brand gesetzt. Robert Gordon ließ das Gebäude 1616 teilweise instand setzen. Schließlich wurde die Kirche zwischen 1835 und 1837 nach den mittelalterlichen Plänen vollständig wiederaufgebaut. Für die Kosten kam Elizabeth Leveson-Gower, Duchess of Sutherland auf. Als Architekt wurde William Burn mit der Aufgabe betraut.

## Beschreibung
Die Dornoch Cathedral steht an der High Street im Zentrum von Dornoch. Das Mauerwerk der Kreuzkirche besteht weitgehend aus grob behauenem Bruchstein. Das spitzbogige Hauptportal befindet sich an der westlichen Giebelseite des gotischen Bauwerks. Oberhalb ist ein weites spitzbogiges Maßwerk eingelassen. Entlang der Fassaden sind Lanzettfenster eingelassen. Der quadratische Vierungsturm ruht auf Säulen. Er schließt mit einem spitzen Helm. Dass der Turm mit auskragender Brüstung ausgeführt ist, lässt vermuten, dass der mittelalterliche Turm über keinen Helm verfügte.

## Trivia
Im Jahr 2010 heirateten hier der Unternehmer Elon Musk und die Schauspielerin Talulah Riley kirchlich.